# Lijst van gemeentelijke monumenten in Heemstede (Noord-Holland)
De gemeente Heemstede heeft 49 gemeentelijke monumenten. Hieronder een overzicht. 
| Object                                                                              | Bouwjaar                                             | Architect                                                                                   | Locatie                        | Coördinaten                   | Nr.        | Afbeelding                                                                  |
| ----------------------------------------------------------------------------------- | ---------------------------------------------------- | ------------------------------------------------------------------------------------------- | ------------------------------ | ----------------------------- | ---------- | --------------------------------------------------------------------------- |
| Ziekenpaviljoen de Koningin Emmakliniek, Meer en Bosch Lorentz De Haas laboratorium | 1933                                                 | Harm Korringa                                                                               | Achterweg 2                    | 52° 20' 26" NB, 4° 37' 25" OL | 0397/WN001 | Upload foto                                                                 |
| Paviljoensgebouw Meer en Bosch Salem, Meer en Bosch                                 | 1889                                                 |                                                                                             | Achterweg 7                    | 52° 20' 30" NB, 4° 37' 26" OL | 0397/WN002 | Upload foto                                                                 |
| Woonhuizen, atelier                                                                 | Circa 1850                                           |                                                                                             | Achterweg 13-17                | 52° 20' 34" NB, 4° 37' 30" OL | 0397/WN003 | Woonhuizen, atelier                                                         |
| Onderdeel van wasserij Van der Horst                                                | Rechterdeel 18de eeuw, linkerdeel 1831               |                                                                                             | Blekersvaartweg 19-19A         | 52° 21' 10" NB, 4° 37' 4" OL  | 0397/WN004 | Upload foto                                                                 |
| Woonhuis Adriaen Pauw                                                               | Voorgevel circa 1810, kern 1672                      |                                                                                             | Blekersvaartweg 7-8            | 52° 21' 5" NB, 4° 37' 2" OL   | 0397/WN005 | Woonhuis Adriaen Pauw                                                       |
| Bakkershuisje en spekhok                                                            | 17de en 19de eeuw                                    |                                                                                             | Blekersvaartweg 23             | 52° 21' 11" NB, 4° 37' 6" OL  | 0397/WN006 | Bakkershuisje en spekhok                                                    |
| Woonhuis en paardenstal                                                             | woonhuis 1896, stalgebouw mogelijk uit 1660          |                                                                                             | Blekersvaartweg 24             | 52° 21' 14" NB, 4° 37' 8" OL  | 0397/WN007 | Upload foto                                                                 |
| Woonhuis Villa Interlaken / Gramophone House                                        | Omstreeks 1870                                       |                                                                                             | Bronsteeweg 49                 | 52° 21' 36" NB, 4° 37' 24" OL | 0397/WN008 | Upload foto                                                                 |
| Villa De Ceder                                                                      | Omstreeks 1920                                       | Harm Korringa                                                                               | Bronsteeweg 59                 | 52° 21' 41" NB, 4° 37' 25" OL | 0397/WN009 | Upload foto                                                                 |
| Veldwachtersdienstwoning, arrestantencel en brandspuitenbergplaats                  | 1912                                                 |                                                                                             | Glipperweg 83                  | 52° 19' 49" NB, 4° 36' 39" OL | 0397/WN010 | Upload foto                                                                 |
| Woningbouwcomplex Ensemble 'tuinstad'                                               | 1920-1921                                            | H. van der Kloot Meyburg (1875-1961)                                                        | Haemstedeplein e.o.            | 52° 21' 1" NB, 4° 37' 22" OL  | 0397/WN011 | Upload foto                                                                 |
| Woonhuis Villa 't Clooster                                                          | 1873                                                 | A. van der Linden                                                                           | Hageveld 1                     | 52° 20' 53" NB, 4° 37' 47" OL | 0397/WN012 | Woonhuis Villa 't Clooster                                                  |
| Boerderij (nr.7) met stalgebouw (nr.5)                                              | 1850                                                 |                                                                                             | Hageveld 5-7                   | 52° 20' 54" NB, 4° 37' 50" OL | 0397/WN013 | Boerderij (nr.7) met stalgebouw (nr.5)                                      |
| Koetshuis/woonhuis Dennenheuvel                                                     | 1902                                                 | J. Bakker                                                                                   | Herenweg 6                     | 52° 19' 53" NB, 4° 36' 0" OL  | 0397/WN014 | Upload foto                                                                 |
| Boerderij Dinkelhoeve                                                               | 19de eeuw (met oudere kern)                          |                                                                                             | Herenweg 61                    | 52° 20' 43" NB, 4° 36' 26" OL | 0397/WN015 | Upload foto                                                                 |
| Woonhuis Onder het oude dak                                                         | Tweede helft 19de eeuw                               |                                                                                             | Herenweg 87                    | 52° 20' 60" NB, 4° 36' 36" OL | 0397/WN016 | Upload foto                                                                 |
| Woonhuis                                                                            | Circa 1900                                           | , uitbreiding J. London (1872-1953)                                                         | Herenweg 135                   | 52° 21' 27" NB, 4° 36' 52" OL | 0397/WN017 | Upload foto                                                                 |
| Kapel s Herenwegkerk                                                                | 1930                                                 | J.J. Brandes (1884-1955)                                                                    | Herenweg 141                   | 52° 21' 29" NB, 4° 36' 53" OL | 0397/WN018 | Upload foto                                                                 |
| Woonhuis Stella Duce                                                                | 1892-1893, koetshuis 1903                            | A. van der Steur (1893-1953) en J.A.G. van der Steur (1865-1945)                            | Herenweg 143                   | 52° 21' 29" NB, 4° 36' 54" OL | 0397/WN019 | Upload foto                                                                 |
| Algemene Begraafplaats                                                              | 1829 (landschappelijke aanleg), 1927 (ingangspartij) | J.D. Zocher (1791-1870) landschappelijke aanleg, Jos.Th.J. Cuypers (1861-1949)ingangspartij | Herfstlaan 3                   | 52° 20' 26" NB, 4° 37' 10" OL | 0397/WN020 | Meer afbeeldingen                                                           |
| Lagere School (Dreefschool)                                                         | 1930                                                 | Cornelis van Gelder (1900-1987)                                                             | Julianaplein 1                 | 52° 21' 9" NB, 4° 37' 26" OL  | 0397/WN021 | Lagere School (Dreefschool)                                                 |
| Bollenschuur, thans woning                                                          | 1846                                                 |                                                                                             | Kerklaan 7                     | 52° 20' 59" NB, 4° 37' 14" OL | 0397/WN022 | Upload foto                                                                 |
| Woonhuis/ bedrijfspand                                                              | 1834                                                 |                                                                                             | Kerklaan 13-15                 | 52° 20' 59" NB, 4° 37' 13" OL | 0397/WN023 | Upload foto                                                                 |
| Woonhuis                                                                            | 1891                                                 |                                                                                             | Kerklaan 103                   | 52° 21' 3" NB, 4° 36' 54" OL  | 0397/WN024 | Upload foto                                                                 |
| Geveldecoratie in Den Haag De Pelikaan                                              | 1934                                                 | H.A. van den Eijnde (1869-1939)                                                             | Laan van Rozenburg             | 52° 21' 37" NB, 4° 36' 56" OL | 0397/WN025 | Upload foto                                                                 |
| Bollenschuur                                                                        | 1910                                                 | J.W. Reijneveld                                                                             | Manpadslaan t.o.12             | 52° 20' 14" NB, 4° 35' 55" OL | 0397/WN026 | Bollenschuur                                                                |
| Verenigingsgebouw Roei- en Zeilvereniging                                           | 1927                                                 | K. Jonkheid (1893-1986)                                                                     | Marisplein 5                   | 52° 21' 33" NB, 4° 38' 11" OL | 0397/WN027 | Verenigingsgebouw Roei- en Zeilvereniging                                   |
| Opnamestudio Bovemastudio                                                           | 1959                                                 | D. Plat (…-2009)                                                                            | Overboslaan 6-8                | 52° 21' 36" NB, 4° 37' 21" OL | 0397/WN028 | Meer afbeeldingen                                                           |
| Ensemble                                                                            |                                                      |                                                                                             | Raadhuisplein / Van Merlenlaan | 52° 20' 49" NB, 4° 36' 53" OL | 0397/WN029 | Upload foto                                                                 |
| Woonhuis                                                                            | 1901                                                 |                                                                                             | Raadhuisplein 3                | 52° 20' 44" NB, 4° 37' 13" OL | 0397/WN030 | Upload foto                                                                 |
| Woonhuis                                                                            | Tweede helft 19de eeuw                               |                                                                                             | Raadhuisplein 5                | 52° 20' 44" NB, 4° 37' 12" OL | 0397/WN031 | Upload foto                                                                 |
| Woonhuis met koetshuis Garage Turenhout                                             | 1921                                                 |                                                                                             | Raadhuisplein 7                | 52° 20' 44" NB, 4° 37' 12" OL | 0397/WN032 | Upload foto                                                                 |
| Post- en telegraafkantoor                                                           | 1922                                                 | J.Th.J. Cuypers (1861-1949) en P. Cuypers jr.(1891-1982)                                    | Raadhuisstraat 24              | 52° 20' 52" NB, 4° 37' 16" OL | 0397/WN033 | Post- en telegraafkantoor                                                   |
| Post- en telegraafkantoor met directeurswoning, later politiebureau/kantoor         | 1889                                                 | J. Wolbers (1858-1932)                                                                      | Raadhuisstraat 27              | 52° 20' 52" NB, 4° 37' 13" OL | 0397/WN034 | Post- en telegraafkantoor met directeurswoning, later politiebureau/kantoor |
| Winkel/woonhuis met slachthuisje op achterterrein Okshoofd / Delizia                | 1910                                                 |                                                                                             | Raadhuisstraat 28              | 52° 20' 53" NB, 4° 37' 15" OL | 0397/WN035 | Winkel/woonhuis met slachthuisje op achterterrein Okshoofd / Delizia        |
| Kruidenierswinkel met pakhuis en bovenwoning                                        | 1930                                                 | A. Serné                                                                                    | Raadhuisstraat 49              | 52° 20' 54" NB, 4° 37' 14" OL | 0397/WN036 | Kruidenierswinkel met pakhuis en bovenwoning                                |
| Drukkerij Drukkerij Van Assema                                                      | 1912                                                 |                                                                                             | Raadhuisstraat 87              | 52° 20' 57" NB, 4° 37' 15" OL | 0397/WN037 | Drukkerij Drukkerij Van Assema                                              |
| Slijterij Café de Eerste Aanleg                                                     | 1894                                                 | W.F. Doeglas (1863-1923)                                                                    | Raadhuisstraat 103             | 52° 20' 59" NB, 4° 37' 16" OL | 0397/WN038 | Slijterij Café de Eerste Aanleg                                             |
| Hotel Boekenrode                                                                    | 1928                                                 | J.H. Groenewegen (1901-1958)                                                                | Roemer Visscherplein 25        | 52° 21' 34" NB, 4° 36' 20" OL | 0397/WN039 | Upload foto                                                                 |
| Sportkantine Racing Club Heemstede                                                  | 1932-1933                                            | Cornelis van Gelder (1900-1987)                                                             | Sportparklaan 6                | 52° 20' 16" NB, 4° 37' 27" OL | 0397/WN040 | Sportkantine Racing Club Heemstede                                          |
| Woonhuis                                                                            | 1930                                                 | C. Mesman, A.J. van Waveren Scheltema                                                       | Tooropkade 1                   | 52° 21' 23" NB, 4° 38' 4" OL  | 0397/WN041 | Upload foto                                                                 |
| Geveldecoratie in Den Haag De Levensgang                                            | 1934                                                 | H.A. van den Eijnde (1869-1939)                                                             | Van den Eijndekade             | 52° 20' 49" NB, 4° 37' 33" OL | 0397/WN042 | Upload foto                                                                 |
| Dubbel woonhuis                                                                     | 1906                                                 | Harm Korringa                                                                               | Van Merlenlaan 1-3             | 52° 20' 44" NB, 4° 37' 10" OL | 0397/WN043 | Upload foto                                                                 |
| Woonhuis                                                                            | 1906                                                 | Harm Korringa                                                                               | Van Merlenlaan 5               | 52° 20' 45" NB, 4° 37' 9" OL  | 0397/WN044 | Upload foto                                                                 |
| Woonhuis                                                                            | 1909-1910                                            | J. van den Bosch jr.                                                                        | Van Merlenlaan 7               | 52° 20' 45" NB, 4° 37' 9" OL  | 0397/WN045 | Upload foto                                                                 |
| Woonhuis                                                                            | 1927-1928                                            | K. Jonkheid (1893-1986)                                                                     | Van Merlenlaan 31              | 52° 20' 51" NB, 4° 36' 43" OL | 0397/WN046 | Upload foto                                                                 |
| Openbare lagere school Voorwegschool                                                | 1882 (kern uit 1630)                                 | A. van der Steur (1836-1899)                                                                | Voorweg 24                     | 52° 20' 34" NB, 4° 37' 26" OL | 0397/WN047 | Upload foto                                                                 |
| Herdenkingsmonument Vrijheidsbeeld                                                  | 1948                                                 | Mari Andriessen (1897-1979)                                                                 | Vrijheidsdreef                 | 52° 20' 39" NB, 4° 37' 4" OL  | 0397/WN048 | Herdenkingsmonument Vrijheidsbeeld                                          |
| Boerderij Het Dubbeld Ancker                                                        | 1869 (17de-eeuwse kern)                              | Harm Korringa (verbouwing 1906)                                                             | Wilhelminaplein 12             | 52° 20' 37" NB, 4° 37' 30" OL | 0397/WN049 | Upload foto                                                                 |